# خودزندگی‌نامه آلیس بی. تکلاس
خودزندگی‌نامه آلیس بی. تُکلاس (به انگلیسی: The Autobiography of Alice B. Toklas) کتابی از گرترود استاین منتشر شده به سال ۱۹۳۳ میلادی است. نخستین بار نسخهٔ کوتاه شدهٔ آن در ماهنامه آتلانتیک منتشر گشت. این کتاب درباره زندگی استاین، از زبان شریک زندگی او، آلیس بی. تکلاس و به قلم خود استاین نوشته شده است.

## درونمایه
خودزندگی‌نامه آلیس بی. تکلاس با لحنی شوخی‌آمیز به زندگی استاین و تکلاس در پاریس و رابطهٔ آن‌ها با شخصیت‌های برجستهٔ هنری و ادبی مانند پیکاسو، ماتیس، همینگوی، براک و ... می‌پردازد. در حالی که استاین با این نوابغ رابطه دوستانه‌ای دارد، تکلاس بیشتر با همسران آن‌ها صمیمی می‌شود.

## بخش‌ها
کتاب به هفت بخش تقسیم می‌شود که عبارتند از:
- پیش از آنکه به پاریس بیایم
- ورودم به پاریس
- گرترود استاین در پاریس (۱۹۰۳ – ۱۹۰۷)
- گرترود استاین پیش از آنکه به پاریس بیاید
- سال‌های ۱۹۰۷ – ۱۹۱۴
- جنگ
- پس از جنگ (۱۹۱۹ – ۱۹۳۲)